# Трайнн Сигурдссон
Трайнн Сигурдссон (исл. Thrainn Sigurdsson, 12 ноября 1912 — 18 марта 2004) — исландский шахматист. Входил в число сильнейших шахматистов Исландии начала 1930-х гг. В составе национальной сборной Исландии принимал участие в шахматной олимпиаде 1933 г. Выступал на 4-й доске. Поскольку сборная Исландии приехала на олимпиаду без запасного участника, Сигурдссон участвовал во всех матчах. Он сыграл 14 партий, в которых набрал 3½ очка: выиграл у М. Дюшана (Франция) и Ф. Игеля (Австрия), сыграл вничью с П. Девосом (Бельгия), Р. Комбом (Шотландия) и Ф. Норчиа (Италия).